# Rumsginst
Rumsginst (Genista stenopetala) är en ärtväxtart som beskrevs av Philip Barker Webb och Sabin Berthelot. Rumsginsten ingår i släktet ginster, och familjen ärtväxter. Inga underarter finns listade i Catalogue of Life.

## Utbredning
Rumsginsten förekommer naturligt på Kanarieöarna, samt har introducerats i USA och på både Sydön och Nordön i Nya Zeeland.

## Bildgalleri

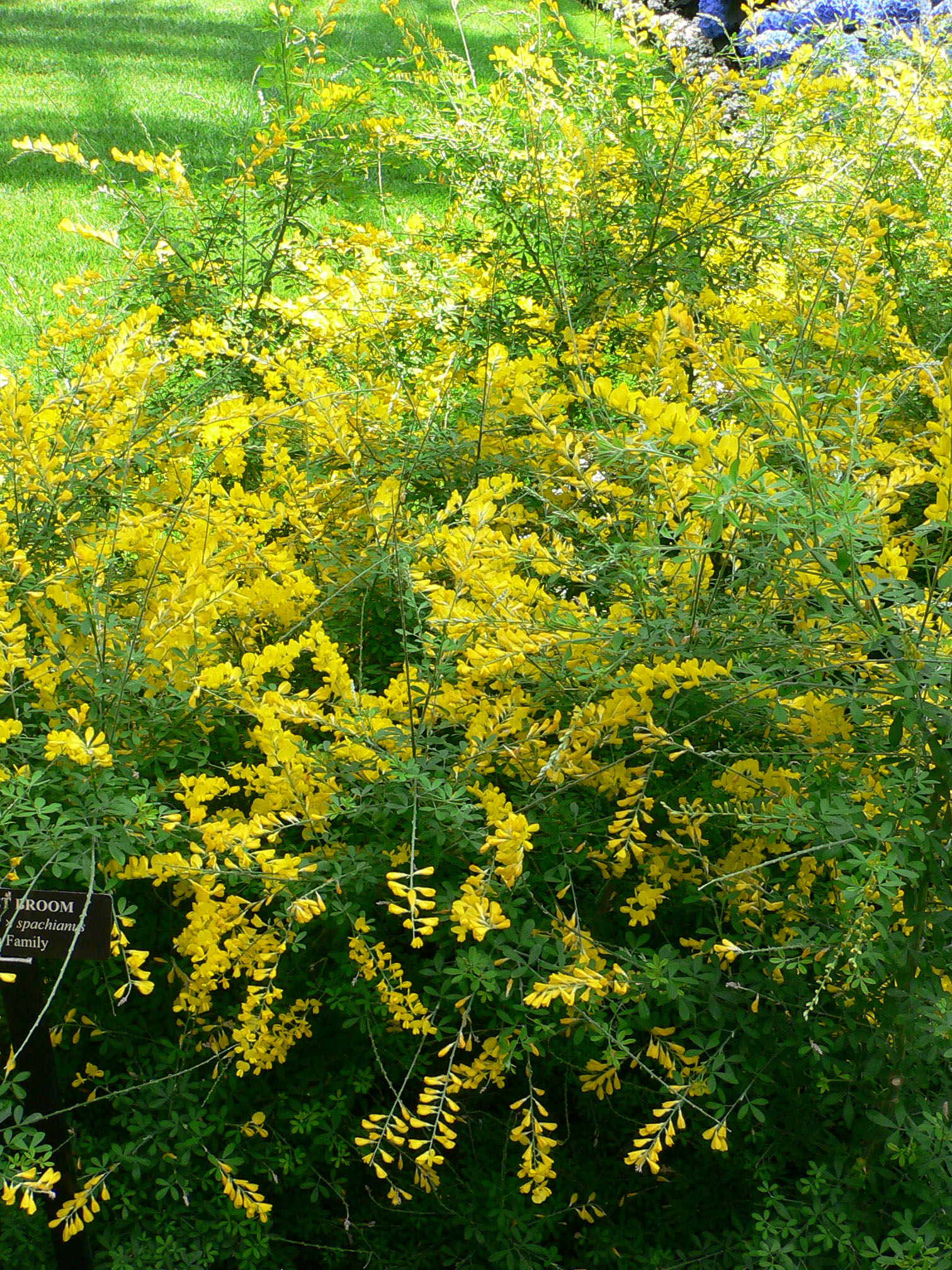